# Нінурта-апал-Екур
Нінурта-апал-Екур — цар Ассирії у першій половині XII століття до н. е.

## Правління
Нінурта-апал-Екур був представником побічної лінії царської династії. В результаті політичного протистояння Нінурта-апал-Екур був змушений тікати до Вавилонії. Скориставшись війною свого попередника Енліль-кудуррі-уцура й вавилонського царя Адад-шум-уцура, він зумів захопити Ашшур, але, ймовірно, зазнав невдачі та змушений був відступити.